# 이흔암
이흔암(伊昕巖, ? ~918년)은 고려 초기의 마군대장군(馬軍大將軍)이다.

## 생애
궁예(弓裔)의 태봉 말년 마군대장군(馬軍大將軍)으로서 웅주(熊州) 지금의 충청남도 공주를 공격 탈취하여 그곳에 주둔하고 있었다. 그러나 고려 태조(高麗 太祖)가 고려를 건국하고 즉위하자 부르지도 않았는데 서울에 올라왔다. 이 때 한찬(韓粲) 수의형대령(守義刑臺令) 염장(閻萇)이 이흔암의 처벌을 요청함과 더불어 그에게 반란의 뜻이 있음을 밀고하였다. 그러자 고려 태조(高麗 太祖)는 나인(內人)을 시켜 그의 집을 엿보게 하였다. 결국, 그의 처 환씨(桓氏)로부터 반란을 모의하고 있음을 알게 되어 체포되어 죽임을 당하게 되었다. 그런데 이 사건은 고려 태조(高麗 太祖) 원년(918년) 6월의 일로 그의 처가 환씨(桓氏)인 점으로 미루어 앞서 일어난 환선길(桓宣吉)의 모반 사건과 깊은 관련이 있는 것으로 보인다. 또한, 이흔암, 환선길(桓宣吉)의 모반 사건은 궁예(弓裔)의 핵심적인 지지 세력에 의한 것이라 추정된다. 궁예 시절 궁예가 웅주와 같은 최전방의 요충지를 맡긴 것으로 보아 궁예의 신임이 나름 두터웠고, 고려사 이흔암 열전에서 왕건이 나와 같은 지위에 있으면서 궁예를 섬겼다고 기록된 것을 보아 장군으로의 능력도 매우 뛰어난 인물이였다고 볼 수 있다.

## 가족관계
- 매형 : 환선길
- 누이 : 부인 이씨
  - 부인 : 부인 환씨

## 이흔암이 등장하는 작품
- 《태조 왕건》(KBS, 2000년~2002년, 배우:최주봉)